# Jabłonna (powiat Legionowski)
Jabłonna is een dorp in de Poolse woiwodschap Mazovië. De plaats maakt deel uit van de gemeente Jabłonna (powiat Legionowski) en telt 150 inwoners.

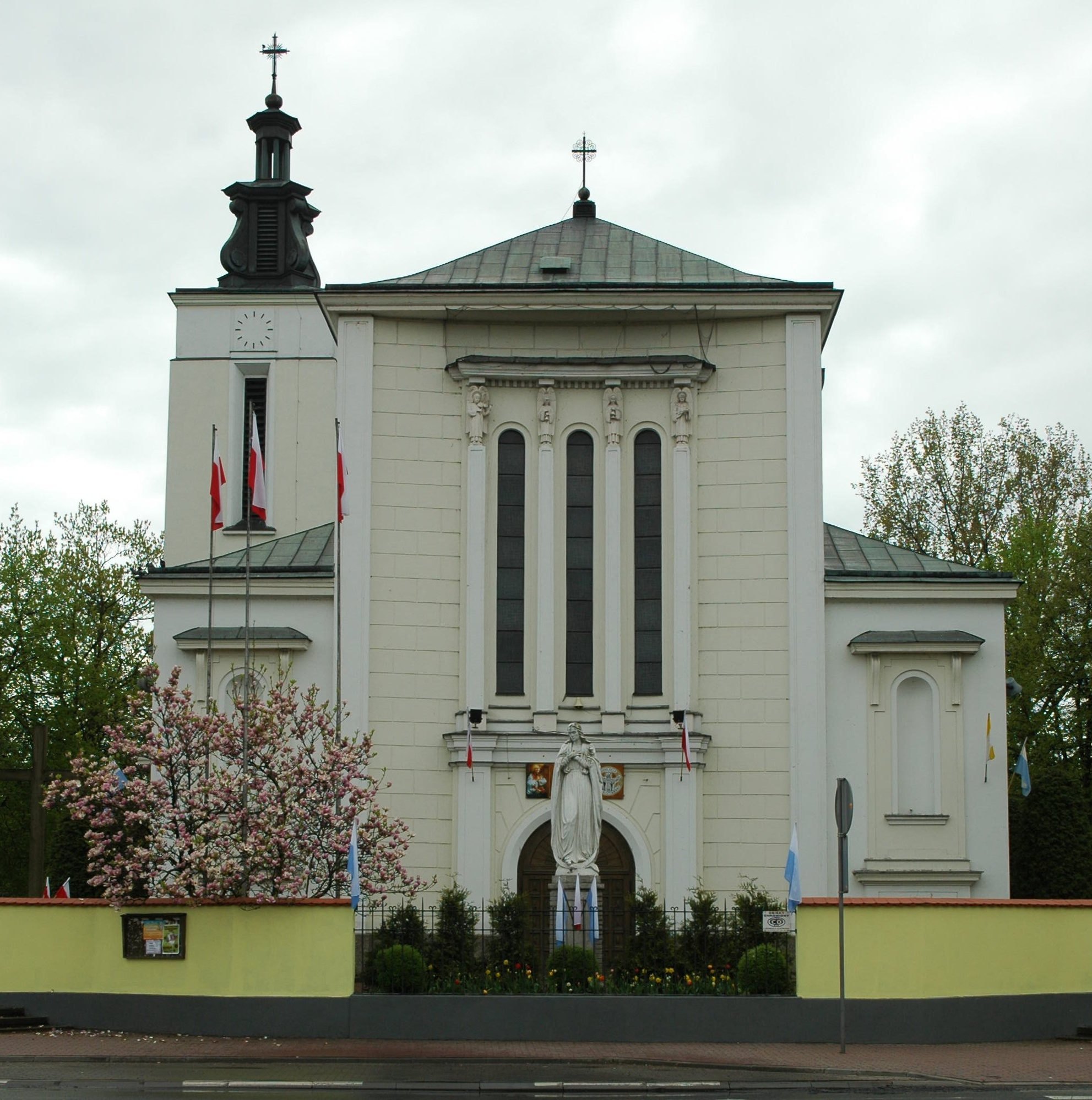
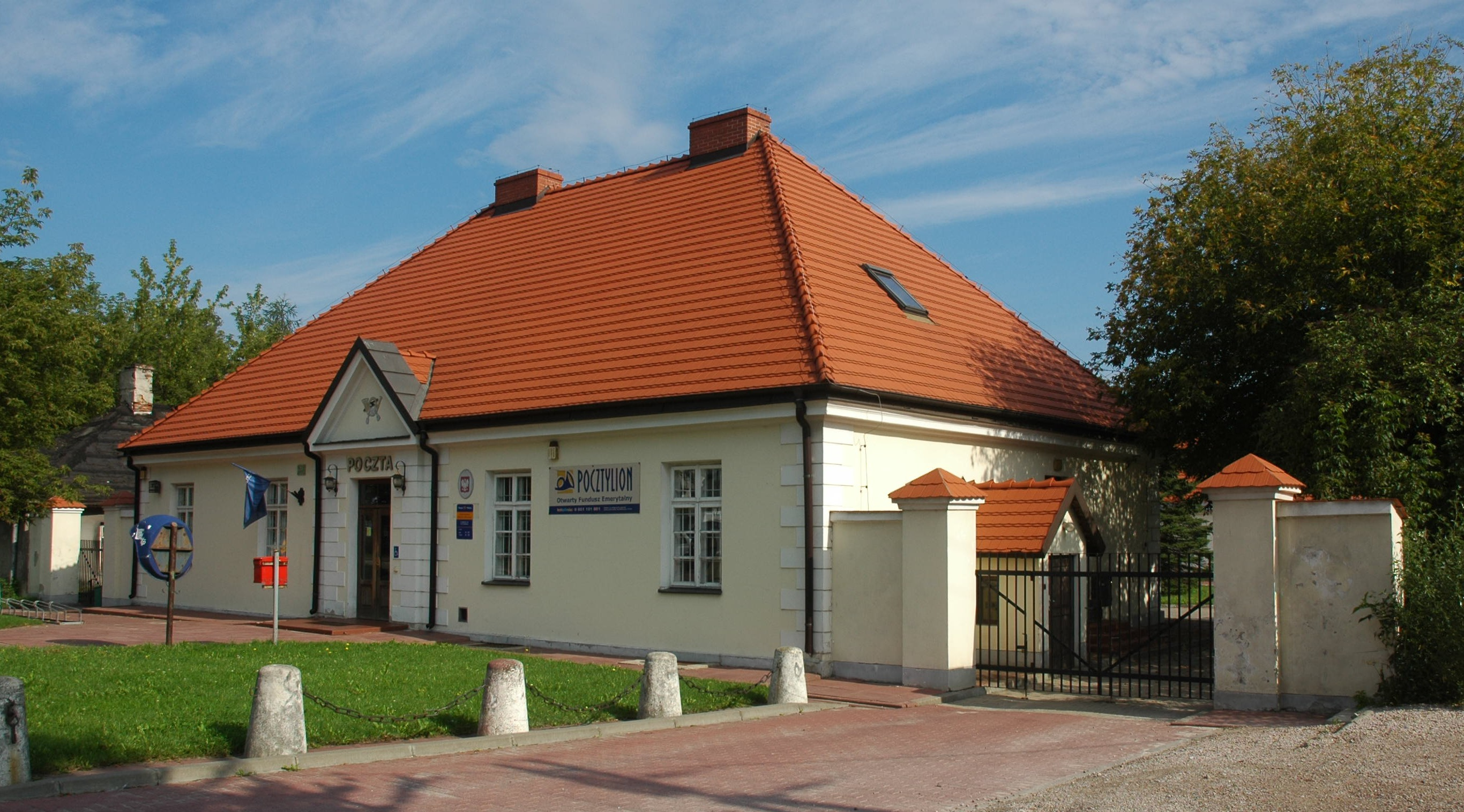
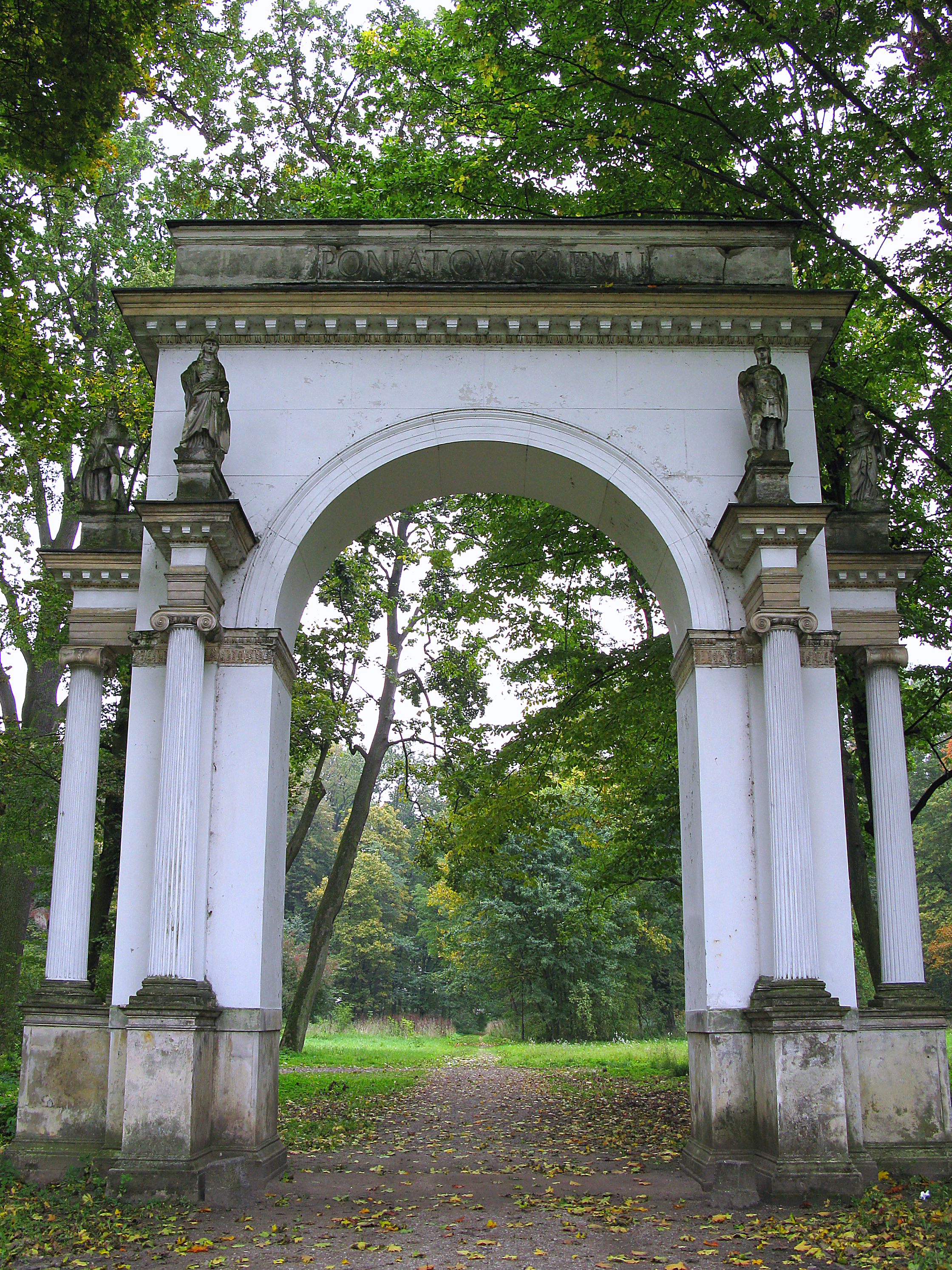
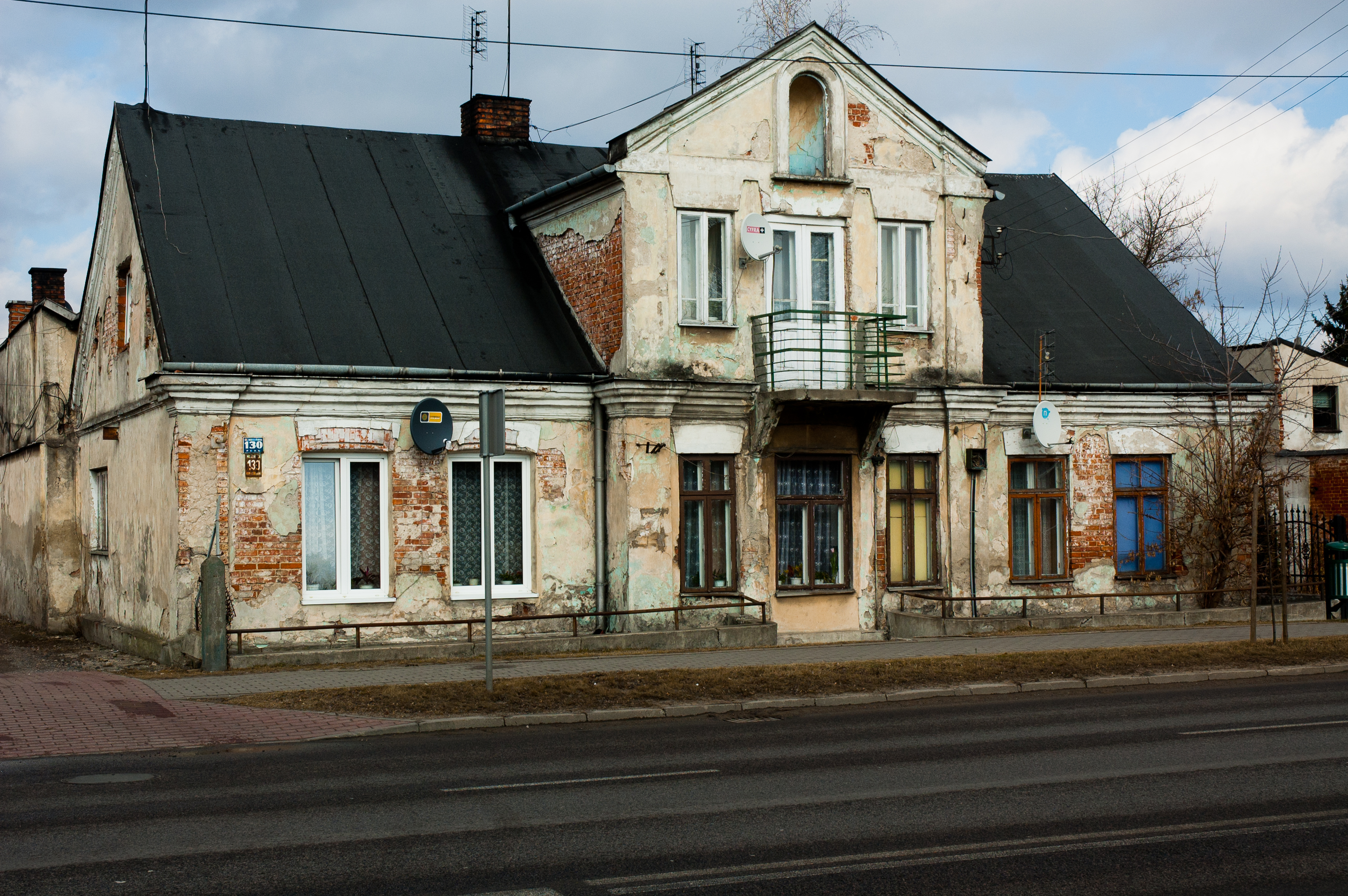
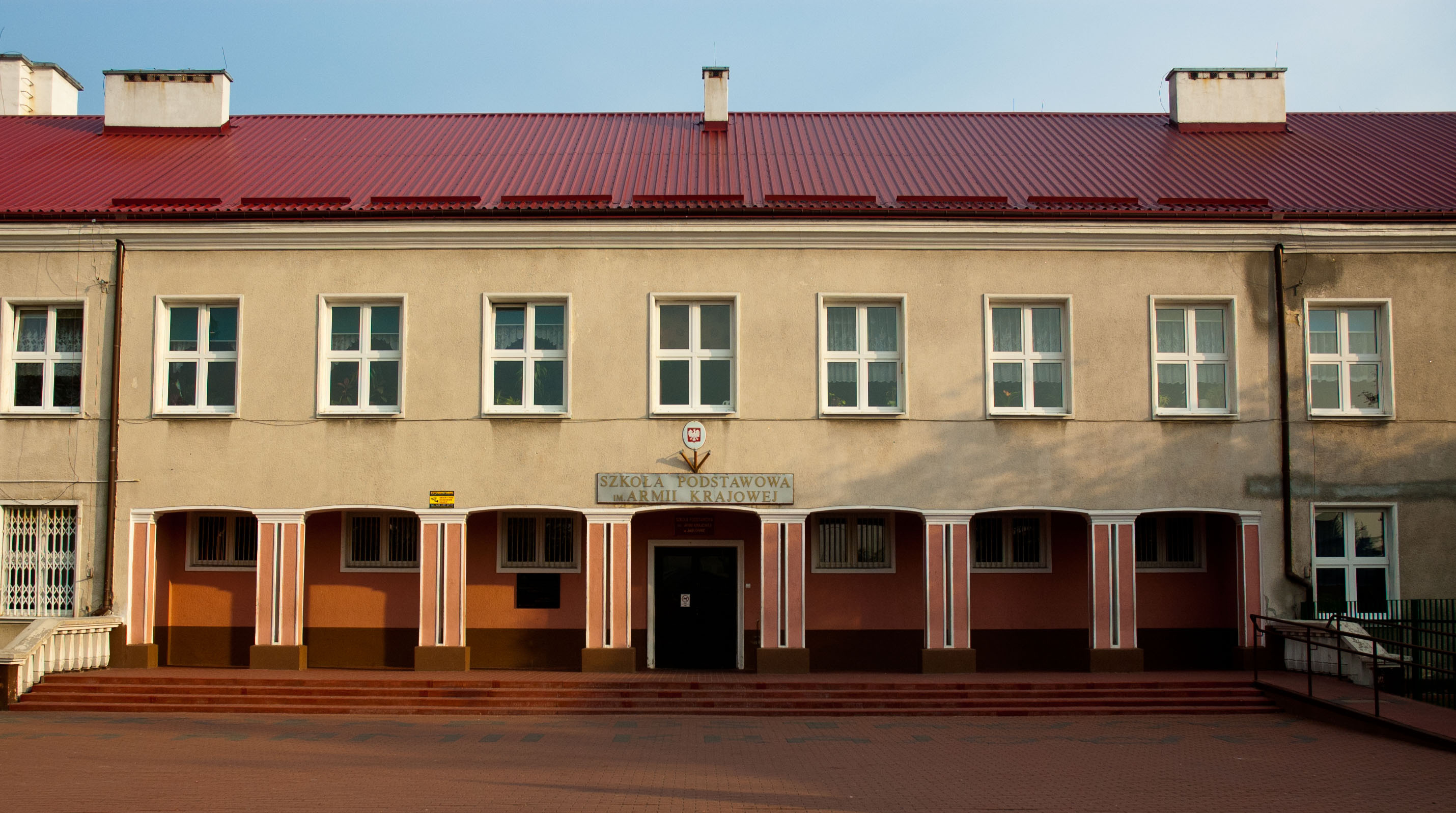
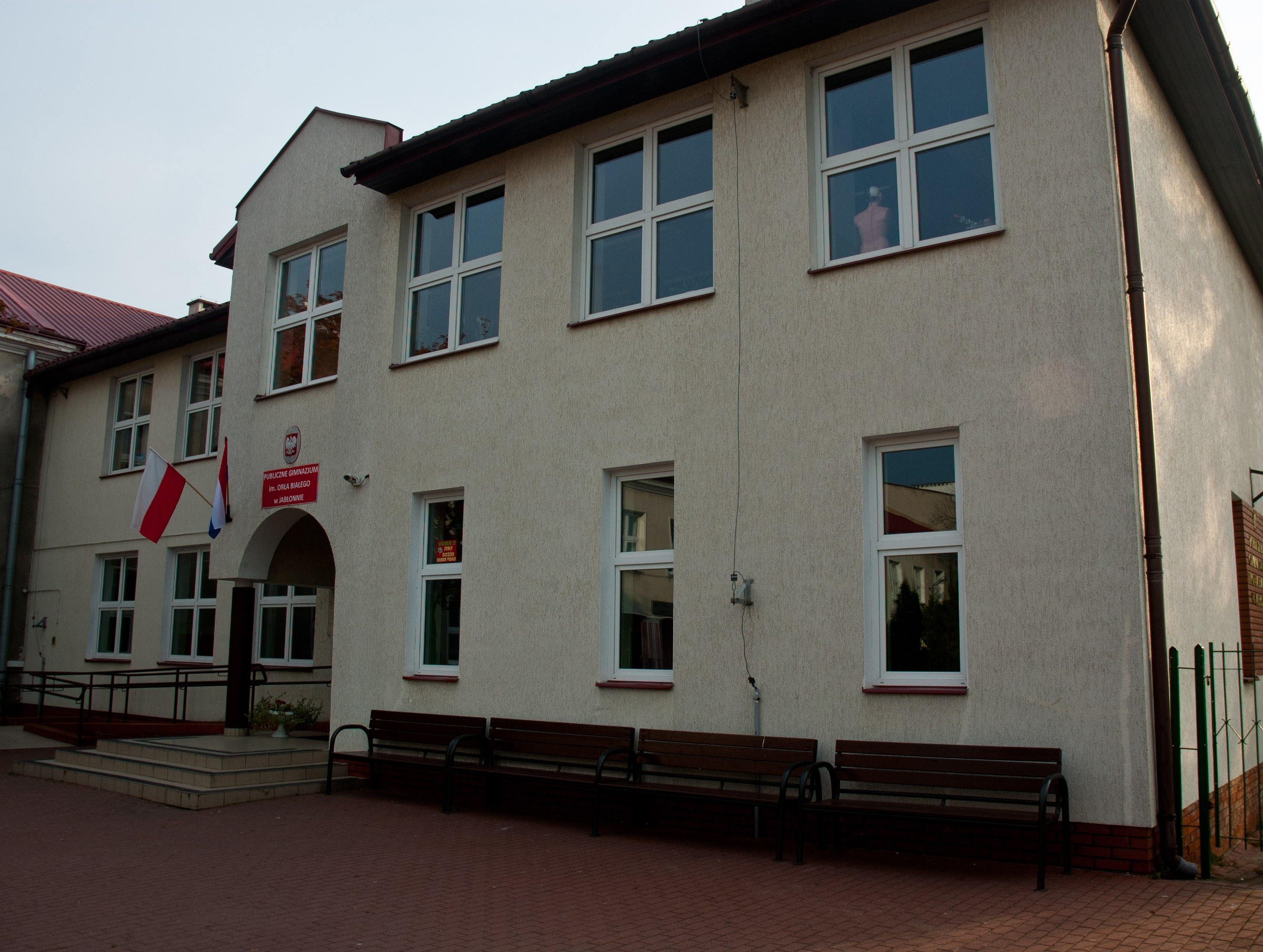